# Division 1 (Bélgica) 1987-88
La Primera División de Bélgica 1987/88 fue la 85.ª temporada de la máxima competición futbolística en Bélgica.

## Tabla de posiciones
| Pos | Equipo                  | PJ | PG | PE | PP | GF | GC | Pts | DG  | Notas                                                |
| --- | ----------------------- | -- | -- | -- | -- | -- | -- | --- | --- | ---------------------------------------------------- |
| 1   | Club Brugge K.V.        | 34 | 23 | 5  | 6  | 74 | 34 | 51  | +40 | Clasificado a la Copa de Campeones de Europa 1988-89 |
| 2   | KV Mechelen             | 34 | 21 | 7  | 6  | 50 | 24 | 49  | +26 | Clasificado a la Recopa de Europa 1988-89 [1]        |
| 3   | Royal Antwerp FC        | 34 | 20 | 9  | 5  | 75 | 40 | 49  | +35 | Clasificado a la Copa de la UEFA 1988-89             |
| 4   | R.S.C. Anderlecht       | 34 | 18 | 9  | 7  | 64 | 27 | 45  | +37 | Clasificado a la Recopa de Europa 1988-89            |
| 5   | RFC Liégeois            | 34 | 14 | 16 | 4  | 52 | 28 | 44  | +24 | Clasificado a la Copa de la UEFA 1988-89             |
| 6   | K.S.V. Waregem          | 34 | 16 | 7  | 11 | 50 | 43 | 39  | +7  | Clasificado a la Copa de la UEFA 1988-89             |
| 7   | Cercle Brugge K.S.V.    | 34 | 12 | 9  | 13 | 48 | 45 | 33  | +3  |                                                      |
| 8   | R. Charleroi S.C.       | 34 | 11 | 10 | 13 | 39 | 48 | 32  | -9  |                                                      |
| 9   | K.V. Kortrijk           | 34 | 11 | 9  | 14 | 40 | 54 | 31  | -14 |                                                      |
| 10  | Standard Liège          | 34 | 11 | 8  | 15 | 46 | 51 | 30  | -5  |                                                      |
| 11  | K. Sint-Truidense VV    | 34 | 10 | 9  | 15 | 30 | 39 | 29  | -9  |                                                      |
| 12  | R.W.D. Molenbeek        | 34 | 8  | 12 | 14 | 33 | 48 | 28  | -15 |                                                      |
| 13  | K Beerschot VAV         | 34 | 10 | 7  | 17 | 39 | 49 | 27  | -10 |                                                      |
| 14  | K.S.K. Beveren          | 34 | 8  | 11 | 15 | 36 | 38 | 27  | -2  |                                                      |
| 15  | KFC Winterslag          | 34 | 10 | 6  | 18 | 32 | 74 | 26  | -42 |                                                      |
| 16  | K.S.C. Lokeren          | 34 | 9  | 8  | 17 | 42 | 47 | 26  | -5  |                                                      |
| 17  | K.A.A. Gent             | 34 | 8  | 9  | 17 | 34 | 60 | 25  | -26 | Descenso a la Division II                            |
| 18  | Racing Jet de Bruxelles | 34 | 7  | 7  | 20 | 21 | 56 | 21  | -35 | Descenso a la Division II                            |

PJ = Partidos jugados; PG = Partidos ganados; PE = Partidos empatados; PP = Partidos perdidos; GF = Goles a favor; GC = Goles en contra; Pts = Puntos; DG = Diferencia de goles
[1] KV Mechelen clasifica a la Recopa de Europa 1988-89 como defensor del título.